# Coelogyne longipes
Coelogyne longipes är en orkidéart som beskrevs av John Lindley.
Coelogyne longipes ingår i släktet Coelogyne och familjen orkidéer. Inga underarter finns listade i Catalogue of Life.